# Skarpabborrtjärnen (Borgsjö socken, Medelpad)
Skarpabborrtjärnen är en sjö i Ånge kommun i Medelpad och ingår i Ljungans huvudavrinningsområde. Sjöns area är 0,012 kvadratkilometer och den befinner sig 388 meter över havet.